# Шерлисберг (Пенсилванија)
Шерлисберг (енгл. Shirleysburg) град је у америчкој савезној држави Пенсилванија.

## Демографија
По попису из 2010. године број становника је 150, што је 10 (7,1%) становника више него 2000. године.
| Група             | 2000.       | 2010.       |
| Белци             | 137 (97,9%) | 145 (96,7%) |
| Афроамериканци    | 0 (0,0%)    | 1 (0,7%)    |
| Азијати           | 0 (0,0%)    | 0 (0,0%)    |
| Хиспаноамериканци | 1 (0,7%)    | 0 (0,0%)    |
| Укупно            | 140         | 150         |